# Кцыня (гмина)
Кцыня (пол. Kcynia) — гмина (волость) в Польше, входит как административная единица в Накловский повет, Куявско-Поморское воеводство. Население — 13 796 человек (на 2004 год).

## Сельские округа
1. Хвалишево
2. Дембогура
3. Добешевко
4. Добешево
5. Дзевежево
6. Элизево
7. Глоговинец
8. Гурки-Загайне
9. Грохолин
10. Громадно
11. Ивно
12. Кармелита
13. Казимежево
14. Лясковница
15. Людвиково
16. Ланковице
17. Малице
18. Мястовице
19. Мечково
20. Нова-Весь-Нотецка
21. Пальмерово
22. Паулина
23. Пётрово
24. Розпентек
25. Серники
26. Сипёры
27. Слупова
28. Слуповец
29. Смогулецка-Весь
30. Студзенки
31. Сухоренч
32. Щепице
33. Тупадлы
34. Тужин
35. Жарчин
36. Журавя

## Прочие поселения
1. Бонк
2. Гурки-Домбске
3. Юзефково
4. Каролиново
5. Ковалевко
6. Ковалевко-Фольварк
7. Кшепишин
8. Мясково
9. Мыцелёво
10. Розстшембово
11. Жеменевице
12. Сталювка
13. Сухоренчек
14. Уязд
15. Вероника
16. Влодзимежево
17. Заблоце

## Соседние гмины
1. Гмина Голаньч
2. Гмина Накло-над-Нотецью
3. Гмина Садки
4. Гмина Шубин
5. Гмина Вапно
6. Гмина Выжиск
7. Гмина Жнин